# Trophée de la Fondation de la LNH
Le Trophée de la Fondation de la LNH, ou NHL Foundation Player Award en anglais, est un trophée de hockey sur glace récompensant chaque année depuis 1998 un joueur de la Ligue nationale de hockey « qui applique les valeurs principales du hockey — engagement, persévérance, et travail d'équipe — pour enrichir la vie des gens de sa communauté ».

## Historique
En 1998, la Ligue nationale de hockey (LNH) décide de récompenser chaque année un de ses joueurs « qui applique les valeurs principales du hockey — engagement, persévérance, et travail d'équipe — pour enrichir la vie des gens de sa communauté ». Le récipiendaire reçoit 25 000 US$ pour aider les causes qu'il supporte. La plupart des joueurs sont choisis après avoir de larges contributions auprès de leur communauté. Par exemple, Vincent Lecavalier a été récompensé en 2008 après avoir promis 3 millions de dollars pour construire un centre pédiatrique du cancer et des troubles du sang à un hôpital pour enfants de St. Petersburg en Floride.
Kelly Chase des Blues de Saint-Louis est le premier récipiendaire en 1998. Aucun joueur n'a reçu cette récompense plus d'une fois. Ce trophée est proche du trophée King-Clancy étant donné que les deux honorent un joueur ayant fait une contribution humanitaire importante auprès de sa communauté.
Le Trophée de la Fondation de la LNH n'est plus remis depuis la saison 2017-2018 et le don en argent de la ligue se fait désormais par l'entremise du trophée King-Clancy.

## Récipiendaires
| Saison    | Joueur                              | Équipe                                      |                                     |
| --------- | ----------------------------------- | ------------------------------------------- | ----------------------------------- |
| 1997-1998 | Kelly Chase                         | Blues de Saint-Louis                        |                                     |
| 1998-1999 | Robert Ray                          | Sabres de Buffalo                           |                                     |
| 1999-2000 | Adam Graves                         | Rangers de New York                         |                                     |
| 2000-2001 | Olaf Kölzig                         | Capitals de Washington                      |                                     |
| 2001-2002 | Ronald Francis                      | Hurricanes de la Caroline                   |                                     |
| 2002-2003 | Darren McCarty                      | Red Wings de Détroit                        |                                     |
| 2003-2004 | Jarome Iginla                       | Flames de Calgary                           |                                     |
| 2004-2005 | Aucun gagnant en raison du lock-out | Aucun gagnant en raison du lock-out         | Aucun gagnant en raison du lock-out |
| 2005-2006 | Marty Turco                         | Stars de Dallas                             |                                     |
| 2006-2007 | Joseph Sakic                        | Avalanche du Colorado                       |                                     |
| 2007-2008 | Vincent Lecavalier Trevor Linden    | Lightning de Tampa Bay Canucks de Vancouver |                                     |
| 2008-2009 | Richard Nash                        | Blue Jackets de Columbus                    |                                     |
| 2009-2010 | Ryan Miller                         | Sabres de Buffalo                           |                                     |
| 2010-2011 | Dustin Brown                        | Kings de Los Angeles                        |                                     |
| 2011-2012 | Michael Fisher                      | Predators de Nashville                      |                                     |
| 2012-2013 | Henrik Zetterberg                   | Red Wings de Détroit                        |                                     |
| 2013-2014 | Patrice Bergeron                    | Bruins de Boston                            |                                     |
| 2014-2015 | Brent Burns                         | Sharks de San José                          |                                     |
| 2015-2016 | Mark Giordano                       | Flames de Calgary                           |                                     |
| 2016-2017 | Travis Hamonic                      | Islanders de New York                       |                                     |